# Green Mover max

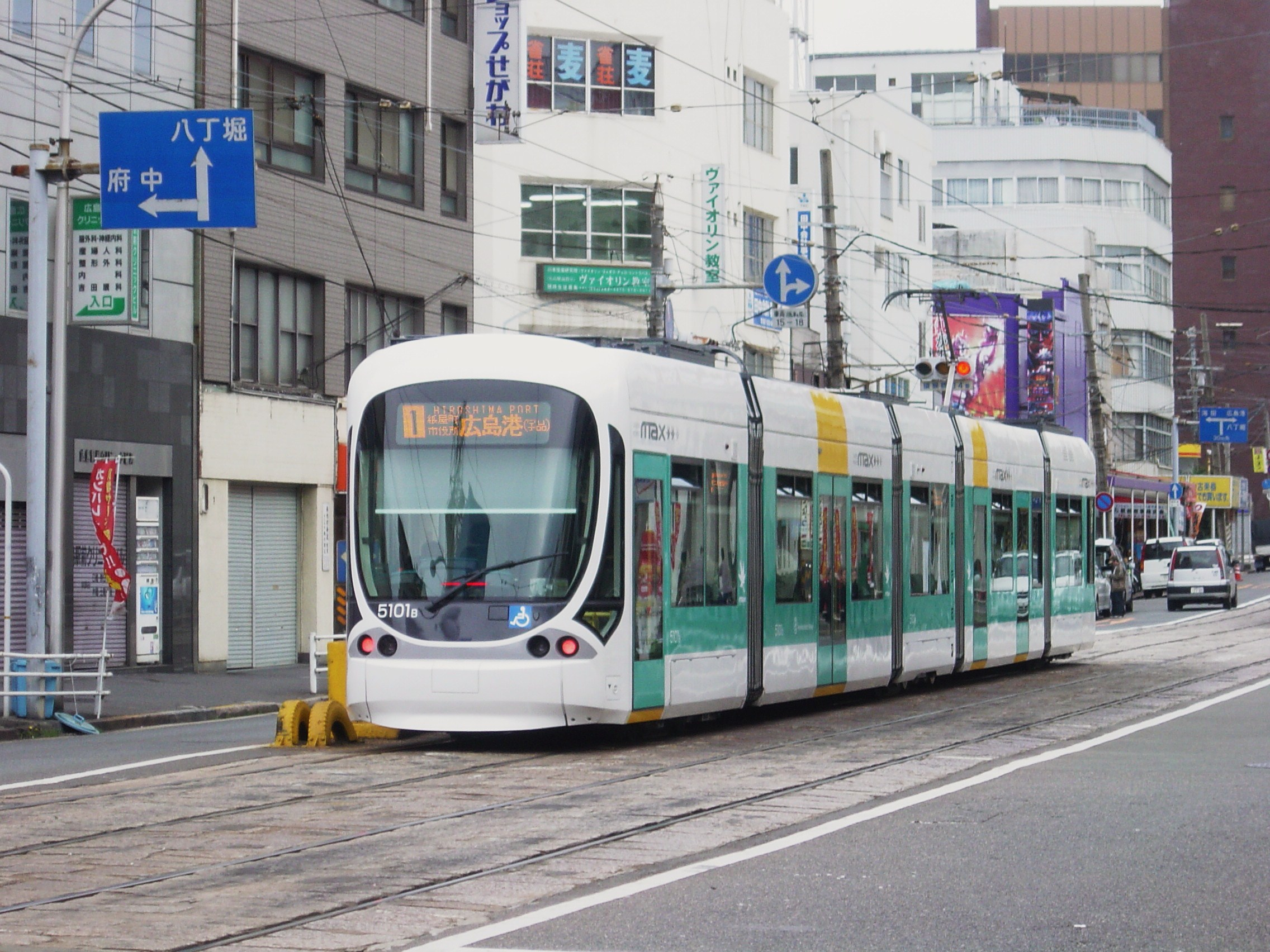
Green Mover max, Typ T-5100 in Hiroshima

Der Green Mover max (oder JTRAM) T-5000/T-5100 (jap. 広島電鉄5100形電車, Hiroshima Dentetsu 5100-kata Densha) ist der erste Niederflur-Multigelenk-Straßenbahnwagen, der seit 2001 vollständig in Japan gebaut wird. 
Der Green Mover max wurde gemeinsam entwickelt von Kinki Sharyō, Mitsubishi Heavy Industries und Tōyō Denki und wurde zuerst in Hiroshima (Hiroden) eingesetzt. Der Green Mover Max löste das Vorgängermodell Siemens Combino ab, das von 1999 bis 2005 in Hiroshima eingesetzt wurde, bis es zu schweren technischen Problemen kam (Combino-Krise). 
Der Green Mover max besteht aus fünf Wagenteilen auf zwei angetriebenen Drehgestellen und einem starren, antriebslosen Fahrgestell. Die Fahrwerke sind als Losradsätze konstruiert und die Motoren außenliegend montiert. Die Bodenhöhe beträgt 330 mm bei den Türöffnungen. Insgesamt können in diesem Fahrzeug 211 Personen befördert werden (Sitzplätze: 62, Stehplätze: 149). Die Gesamtfahrzeuglänge beträgt 30 Meter mit einer Spurweite von 1435 mm, der Antrieb erfolgt durch vier Drehstrom-Käfigläufermotoren mit je 100 kW. Das Fahrzeuggewicht beträgt rund 34 Tonnen.